# Monashackotoog
Monashackotoog, pleme algonquian Indijanaca iz 17. stoljeća koji su 1637. živjeli s Wunnashowatuckoog Indijancima zapadno od Bostona u Massachusettsu. O njima je poznato samo da su bili prijatelji s Pequotima i u neprijateljstvu s Narragansettima.
Monashackotoog (Monoshantuxet) su prema mišljenju Sultzmana pripadali Nipmucima.
Spominje ih Williams (1637) u Mass. Hist. Soc. Coll. 4th s., VI, 194, 1863.